# Эрран, Марсель
Марсе́ль Эрра́н (фр. Marcel Herrand; 8 октября 1897, Париж, Франция — 11 июня 1953, Монфор-л’Амори, департамент Ивелин, Франция) — французский актёр театра и кино, театральный режиссёр.

## Биография
Французский актёр театра и кино, театральный режиссёр Марсель Эрран родился 8 октября 1897 года, в Париже, во Франции.

### Театр
В различных французских театрах играл роли в спектаклях по пьесам Гийома Аполлинера, Жюля Ромена, Жана Кокто, Альбера Камю, Оскара Уайльда, и других драматургов.
В качестве режиссёра в различных французских театрах поставил спектакли по пьесам Федерико Гарсиа Лорки, Люсьена Фабра, Альбера Камю, Андре Жида, Мариво, Педро Кальдерона де ла Барки, и других драматургов.
Вместе с Жаном Марша возглавлял театр «Ридо де Пари».
С 1939 года вместе с Жоржем Маршалем являлся одним из ведущих актёров «Театра Матюрэн».

### Кинематограф
Будучи театральным актёром и режиссёром, Марсель Эрран сначала неохотно соглашался сниматься в кино, но впоследствии во время войны и в послевоенном кинематографе создал целую галерею запоминающихся образов.
Наиболее известной работой артиста в кино стала роль денди-убийцы Ласенёра в драме Марселя Карне «Дети райка́» (1945). Другие известные роли в кино: Фантомас, дон Саллюстий де Базан («Рюи Блаз», (1947, экранизация одноимённой трагедии Гюго), полицейский Корантен («Шуаны», (1947, экранизация одноимённого романа Бальзака). Последней работой Марселя Эррана в кино стала роль короля Людовика XV в приключенческой комедии Кристиана-Жака «Фанфан-тюльпан» (1952).
Особенно Марселю Эррану удавались роли обаятельных злодеев. Артист придавал своим персонажам обаяние, предприимчивость и элегантность, что всегда делало любое его появление в кино запоминающимся.
Марсель Эрран скончался 11 июня 1953 года, в Монфор-л'Амори, Иль-де-Франс, Ивелин, во Франции, в возрасте 55 лет.

## Избранная фильмография
- 1932 — Полуночный суд / Le Jugement de minuit
- 1935 — Зелёное домино / Le domino vert
- 1941 — Сгоревший павильон / Le Pavillon brûle
- 1942 — Вечерние посетители / Les Visiteurs du soir — барон Рено
- 1943 — Граф Монте-Кристо / Le Comte de Monte Cristo — Бертуччо
- 1943 — Парижские тайны / Les Mystères de Paris — Родольф (главная роль)
- 1945 — Дети райка́ / Les Enfants du paradis — Ласенёр
- 1945 — Отец Сергий / Le Père Serge — царь Николай I
- 1946 — Звезда без света / Étoile sans lumière
- 1946 — Господа Людовик / Messieurs Ludovic
- 1946 — Мартен Руманьяк / Martin Roumagnac — мёсье де Лобри
- 1947 — Затравленный человек / L’homme traqué
- 1947 — Фантомас / Fantômas — Фантомас
- 1947 — Шуаны (Посланник короля) / Les Chouans — Корантен, полицейский
- 1947 — Рюи Блаз (Опасное сходство) / Ruy Blas — дон Саллюстий де Базан
- 1948 — Фиакр № 13 / Il fiacre N. 13
- 1948 — Тупик двух ангелов / Impasse des Deux Anges
- 1949 — Тайна жёлтой комнаты / Le mystère de la chambre jaune
- 1949 — Аромат духов дамы в чёрном / Le parfum de la dame en noir
- 1949 — Любят лишь раз / On n’aime qu’une fois
- 1950 — Последние дни Помпеи / Gli Ultimi giorni di Pompei — Арбак
- 1951 — Нет жалости к женщинам / Pas de pitié pour les femmes
- 1951 — История любви / Une histoire d’amour
- 1952 — Волки охотятся ночью / Les Loups chassent la nuit — Педро
- 1952 — Почтительная проститутка / La Putain respectueuse
- 1952 — Фанфан-тюльпан / Fanfan la Tulipe — король Людовик XV